# Aleksandr Polezjajev

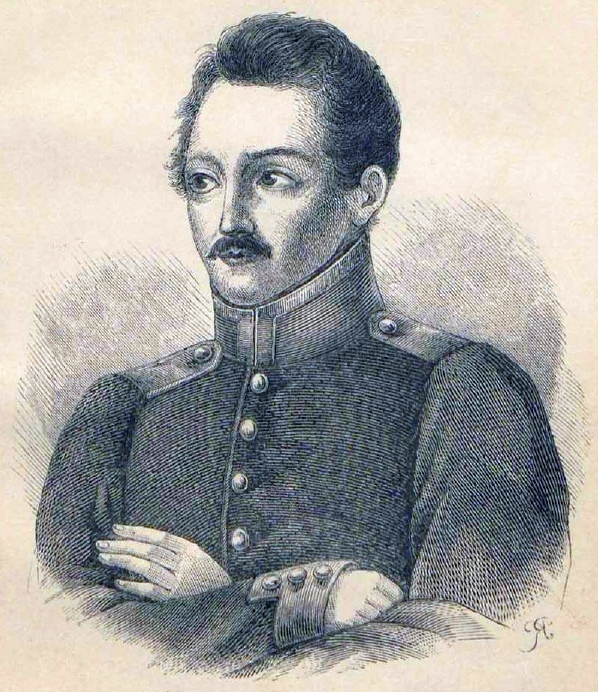
Aleksandr Polezjajev.

Aleksandr Ivanovitj Polezjajev (ryska: Александр Иванович Полежаев), född 11 september (gamla stilen: 30 augusti) 1804 i guvernementet Penza, död 28 januari (gamla stilen: 16 januari) 1838 i Moskva, var en rysk skald. 
Polezjajev gjorde sig redan under studenttiden i Moskva känd för talangfulla dikter, särskilt av satiriskt innehåll. En berättande dikt Sasjka, som på grundval av egna upplevelser gav en verklighetstrogen, men något frivol bild av det dåtida studentlivets skuggsidor och spreds i många handskrifter, kom till tsarens kännedom, och denne straffade Polezjajev med degradering till underofficer. För att få nåd gick han till fots till Sankt Petersburg, men vände om på vägen och blev som desertör dömd till gatlopp; han slapp dock undan med degradering till soldat. 
Efter ett utsvävande liv och svåra strapatser under ett fälttåg i Kaukasien fick Polezjajev först på dödsbädden fullmakt som fänrik. Hans dystra diktning, något befryndad med Michail Lermontovs, hann ej få konstnärlig mognad. Hans fängelseliv och trotsiga lynne återspeglar sig i dikterna Pjesn pljennago irokeza (Den fångade irokesens sång), Osuzjdennyj (Den dömde) och Arestant. Hans dikter utkom 1832.